# اسماعیل عباسیان
اسماعیل عباسیان مهر (زاده ۹ شهریور ۱۳۶۸، مشهد)  بازیکنان فوتسال ایرانی است. او در پست دروازه‌بان بازی می‌کند و از بازیکنان سابق تیم ملی فوتسال ایران می‌باشد.

## افتخارات

### ملی
- Grand Prix de Futsal  (⎘ 
  - مقام سوم: (2013)جام جهانی کوچک فوتسال تیم ملی فوتسال ایران

### باشگاهی
- ⎘) AFC Futsal Championship
  - قهرمان:2013لیگ قهرمانان فوتسال آسیا تیم: (Chonburi Bluewave)

- - نایب قهرمان: 2014لیگ قهرمانان فوتسال آسیا تیم:(Chonburi Bluewave)

- Thailand Futsal Leagu
  - قهرمان: 2014 لیگ فوتسال تایلند تیم:(Chonburi Bluewave)

- - بهترین دروازه‌بان 2013:لیگ قهرمانان فوتسال آسیا

- - تیم منتخب2014:لیگ قهرمانان فوتسال آسیا

## لینک‌های بیشتر
- FFIRI.ir
- Esmaeil Abasian در فیس‌بوک
- Esmaeil Abasian در یوتیوب